# Il-Wied ta’ San Martin
Il-Wied ta’ San Martin  - niewielkie siedlisko przyrodnicze na Wardija Ridge w północno-wschodniej części Malty, pomiędzy miejscowościami Wardija i Saint Paul’s Bay. Nie jest zaludnione, zaliczane do obszaru chronionego.
Na terenie siedliska przyrodniczego występują cieki ze słodką wodą, połączone ze źródłami Għajn Astas i Għajn Ballut.

## Obszar chroniony
W wodach w Il-Wied ta’ San Martin można spotkać słodkowodnego maltańskiego kraba z gatunku Potamon fluviatile lanfrancoi. Do przeżycia potrzebuje on stałego dostępu do wody, co jest możliwe tylko w nielicznych siedliskach na wyspach maltańskich. Nie można go spotkać w innych częściach Malty.
W Il-Wied ta’ San Martin występują również małże słodkowodne z gatunku Pisidium casertanum.
W 2009 r. Maltański Urząd ds. Środowiska i Planowania (Mepa) dla cieku wodnego w Il-Wied ta’ San Martin ustanowił najwyższy poziom ochrony przyrodniczej.